# Bell Boeing V-22 Osprey
O Bell Boeing V-22 Osprey é uma aeronave militar multifunção, capaz de pousos e decolagens verticais (VTOL) e em terreno curto (STOL). Ele foi desenhado para cumprir as funções de um helicóptero convencional e de um avião de turboélice de alta velocidade e longo alcance (Convertiplano). Seu programa de desenvolvimento começou em 1981 e custou US$ 35 bilhões de dólares. O projeto foi entregue, em 1983, as empresas Bell Helicopter e Boeing Helicopters para desenvolver a aeronave tiltrotor. As empresas produziriam juntas o avião assim que este estivesse completo. O primeiro V-22 voou em 1989. O projeto sofreu algumas alterações, devido a dificuldades técnicas, o que levou a vários atrasos no programa. Em junho de 2007, as primeiras unidades foram entregues as Forças Armadas dos Estados Unidos e começaram a substituir o Boeing Vertol CH-46 Sea Knight na marinha. Em outubro do mesmo ano, a força aérea também aceitou as primeiras encomendas do V-22. Em 2009, no Iraque, eles foram usados pela primeira vez em uma operação militar. Eles também foram usados em ações de inteligência e resgate no Afeganistão, Sudão e Líbia. Já Israel, Japão e o Emirados Árabes Unidos estudam comprar algumas unidades destas aeronaves.

## Fotos

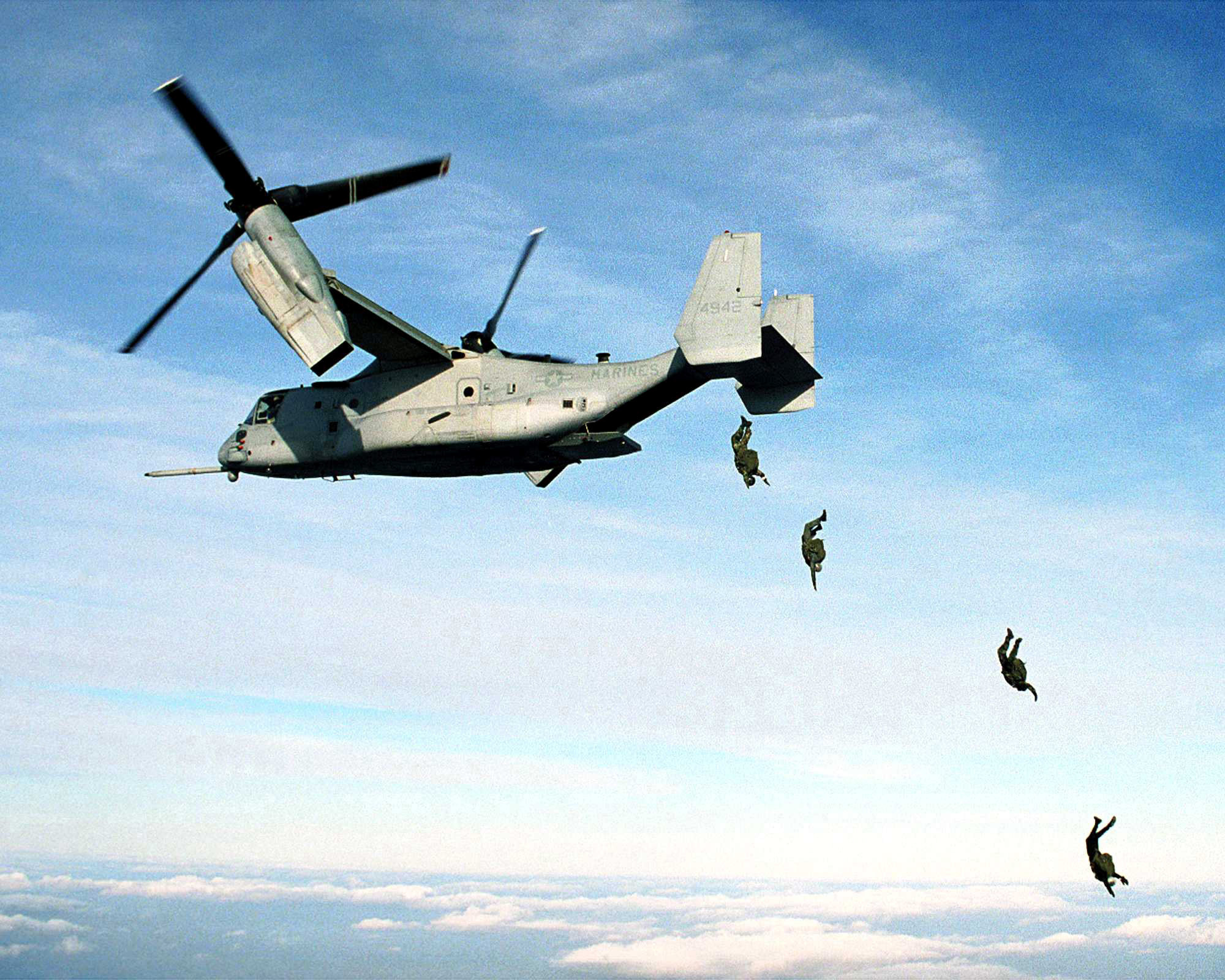
Um osprey lançando fuzileiros navais durante uma missão de treinamento.
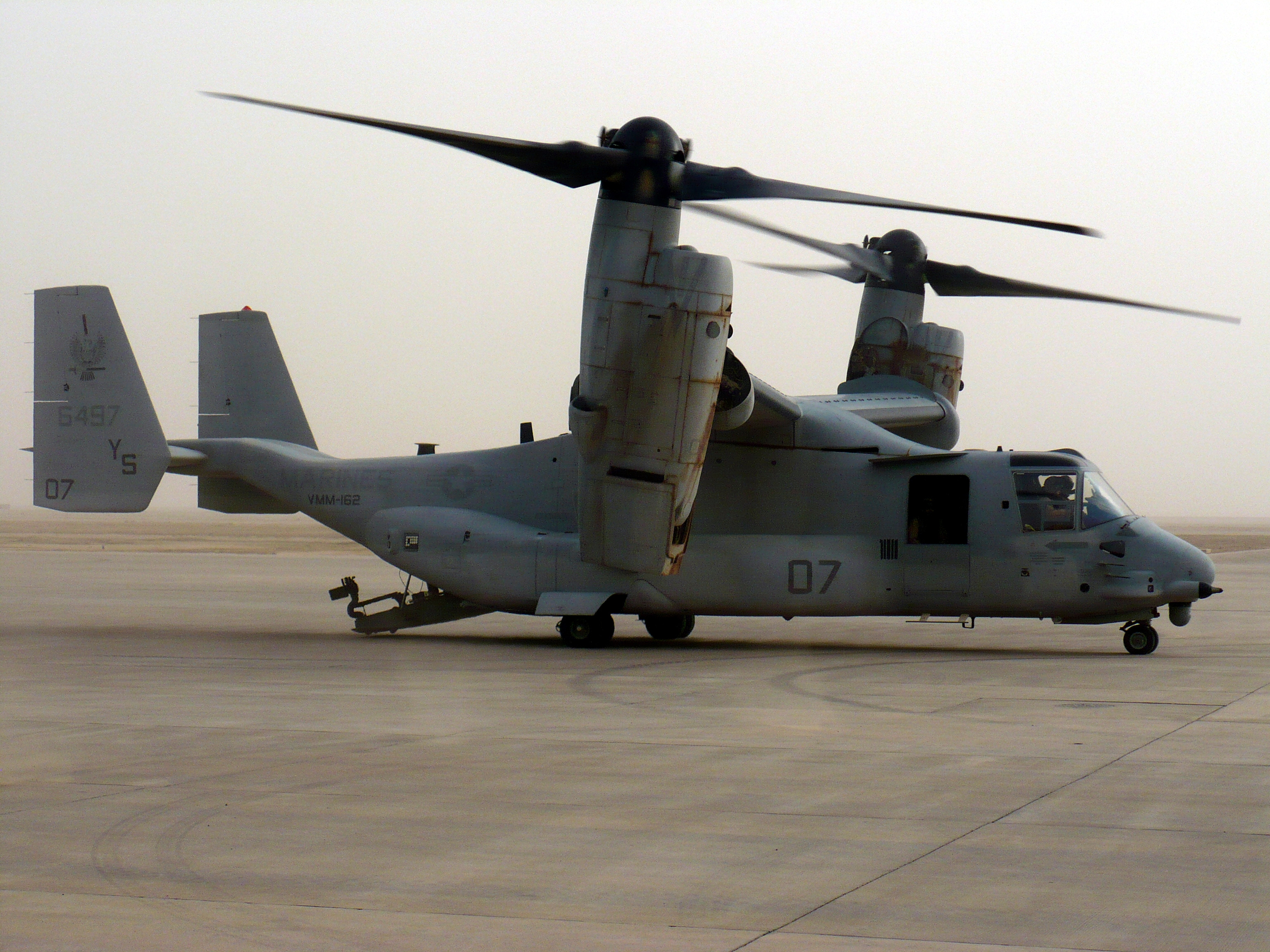
Um V-22 americano no Iraque.
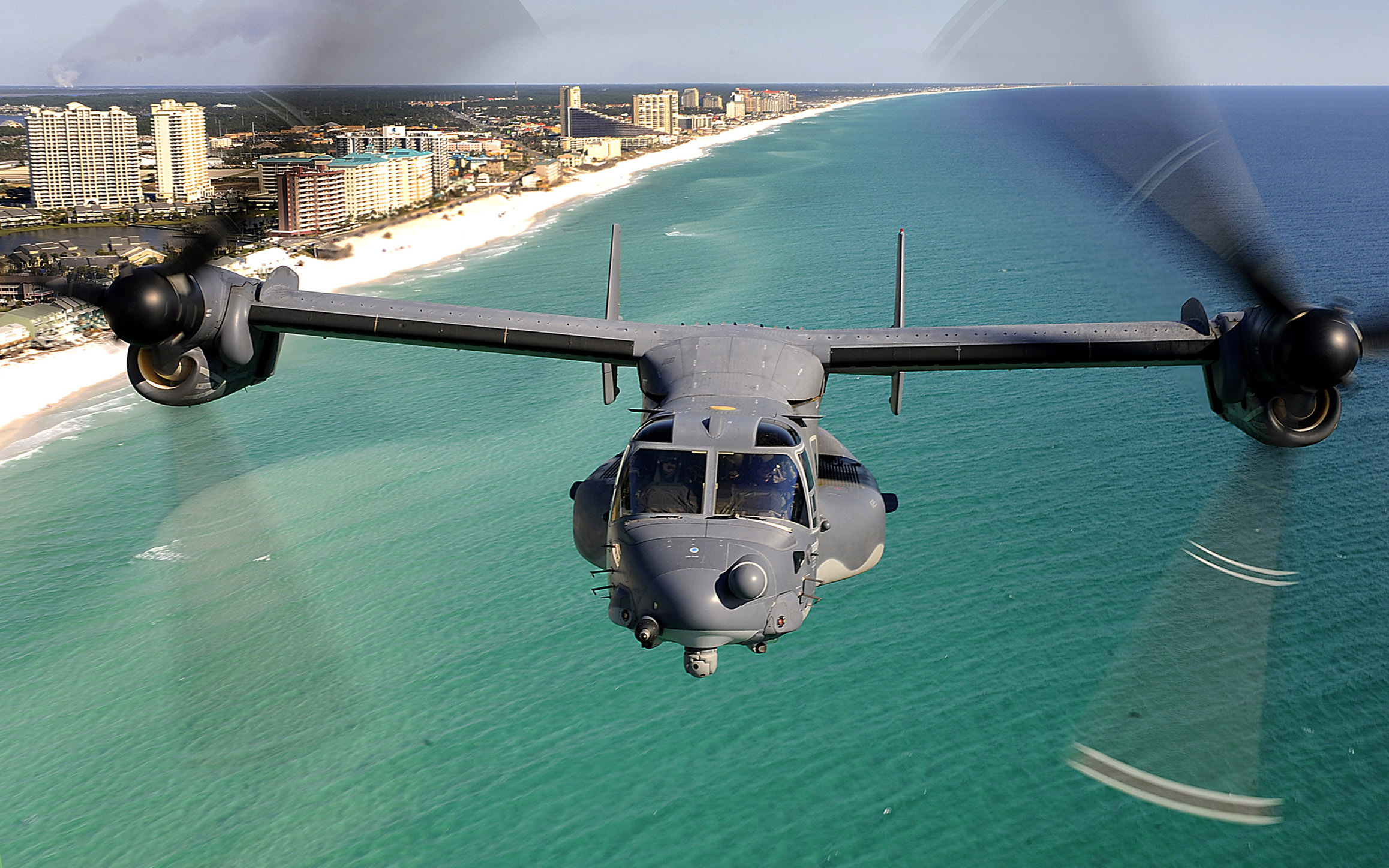
Um CV-22 voando na costa da Flórida.